# Neckarwimmersbach

Wappen von Neckarwimmersbach

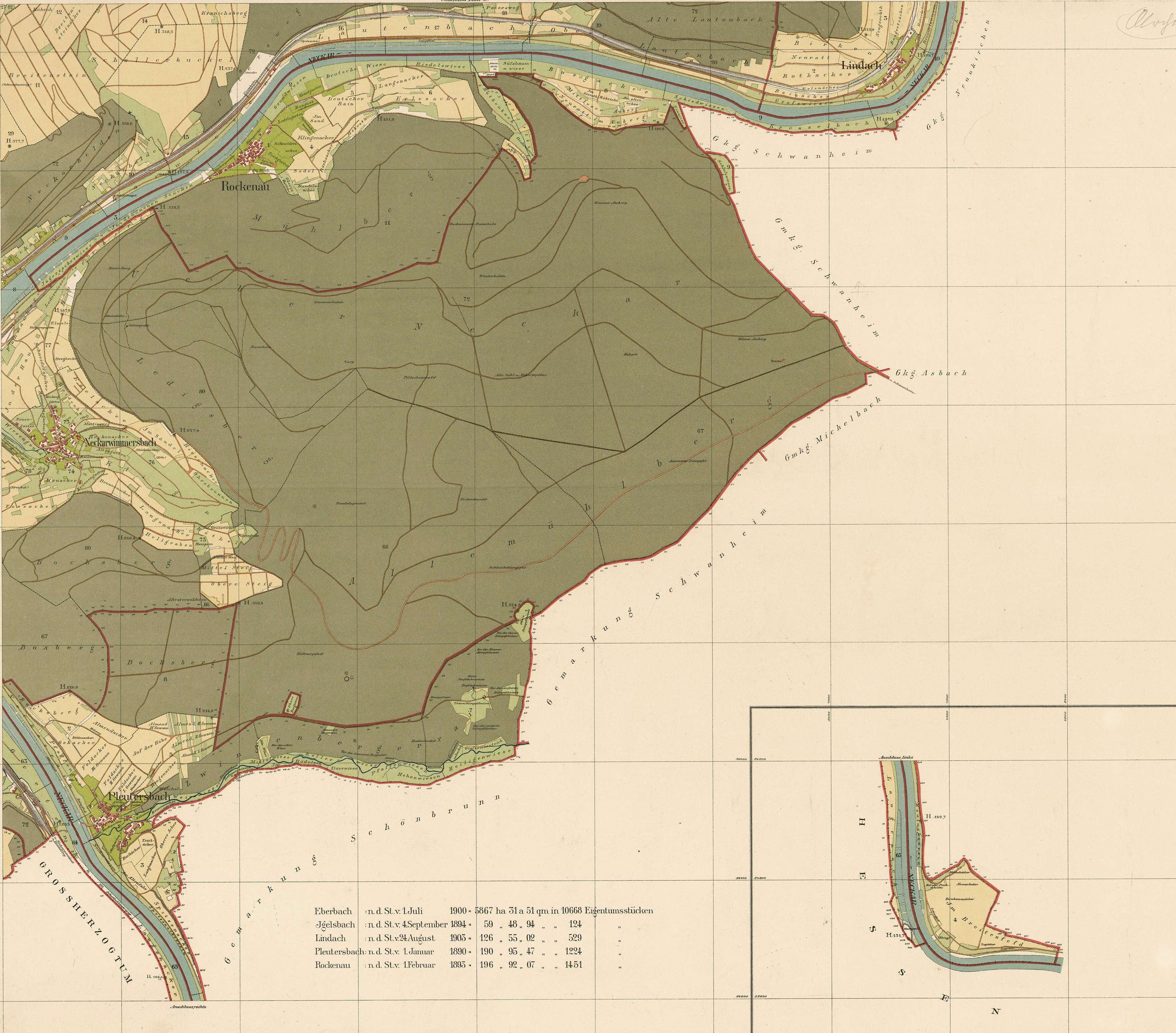
Karte der Gemarkung 1900, Norden ist links

Neckarwimmersbach ist eine Ortschaft im Nordwesten von Baden-Württemberg. Es bildet heute einen südlichen Stadtteil von Eberbach im Rhein-Neckar-Kreis.

## Geographie
Neckarwimmersbach liegt am nördlichen Hang des Kleinen Odenwalds am Ufer des Wimmersbaches, kurz bevor er von links in den Neckar mündet.
Benachbarte Gemeinden (auch ehemalige) sind, beginnend im Osten und dann im Uhrzeigersinne, Rockenau, Schwanheim, Michelbach und Pleutersbach sowie Eberbach auf der gegenüberliegenden Seite des Neckars.

## Geschichte
Neckarwimmersbach bildet einen Ausbauort des Hochmittelalters. 1369 wurde es urkundlich erstmals erwähnt als Wimmerspach. Die Ergänzung des Flussnamens ist jüngeren Datums, sie dient der Unterscheidung zu Waldwimmersbach. Während es lange zur Kurpfalz gezählt hatte, kam es mit deren Auflösung 1803 zu Leiningen und 1806 zu Baden.

## Gemeinde
Zunächst hatte Neckarwimmersbach einen integrierten Teil der Stadt Eberbach gebildet. 1751 wurde es, gemeinsam mit Badisch Igelsbach, Rockenau und Pleutersbach, ausgegliedert und Teil der Gemeinde der Vier Weiler, die im Ort ihren Sitz hatte. Nach der Ausgliederung der anderen drei Weiler wurde Neckarwimmersbach 1830 eine eigenständige Gemeinde. Sie wurde 1899 aufgelöst und Neckarwimmersbach wurde nach Eberbach eingemeindet.

## Verwaltungszugehörigkeit
Zu Zeiten der Kurpfalz und Leiningens gehörte Neckawimmersbach zur Kellerei Eberbach, die dem Oberamt Mosbach unterstand. In Baden kam der Ort zum Bezirksamt Eberbach, bei dessen Auflösung 1924 zum Landkreis Heidelberg.

## Verkehr
Der historische Kern von Neckarwimmersbach liegt an der Landesstraße 590, die in Eberbach beginnt, den Neckar und die Landesstraße 595 quert, durch den Ort nach Süden führt und in Hüffenhardt endet.